# Virus del mosaico de la coliflor
El Cauliflower mosaic virus, CaMV o virus del mosaico de la coliflor es un virus de la familia Caulimoviridae que infecta plantas. Pertenece al grupo VII de la clasificación de Baltimore, lo que quiere decir que se replica a través de transcripción inversa al igual que los retrovirus, pero las partículas virales contienen ADN en lugar de ARN.

## Estructura
La partícula del virus es un icosaedro con un diámetro de 52 nm, construido a partir de 420 capsómeros con un factor de triangulación T=7. Contiene una molécula circular de ADN bicatenario de unos 8,0 kpb, interrumpida por discontinuidades localizadas en lugares específicos resultantes de su replicación por transcripción inversa. Después de entrar en el huésped, el ADN viral es reparado, formando una molécula altamente enrollada que se une a las histonas. Este ADN se traduce en una molécula ARN 35S de longitud completa, terminalmente redundante, y en ARN 19S subgenómico.

## Genoma

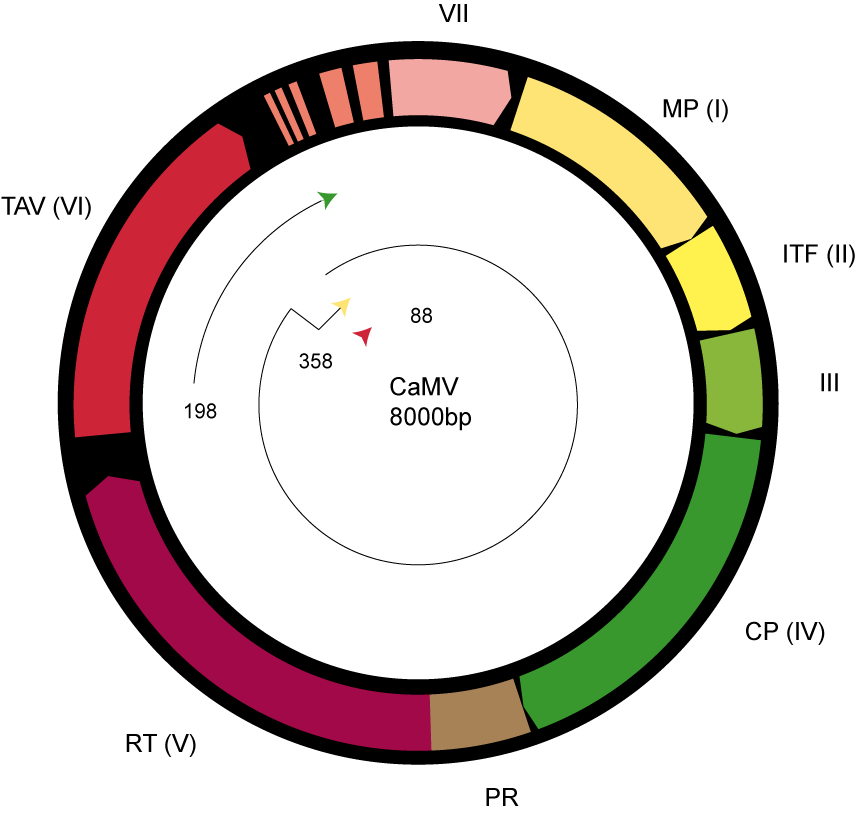
Mapa genómico.

El promotor del ARN 35S, bien conocido por su uso en ingeniería genética en plantas, es muy potente. El ARN 35S es particularmente complejo, conteniendo una secuencia líder altamente estructurada de 600 nucleótidos con de seis a ocho marcos abiertos de lectura (ORFs) cortos.
Este líder va seguido por siete ORFs perfectamente organizados que codifican las proteínas virales. El mecanismo de expresión de estas proteínas es muy especial. La proteína ORF VI (codificada por el ARN 19S ) controla el reinicio de la traducción de los principales marcos abiertos de lectura sobre el ARN 19S policistrónico, lo que lleva a la replicación del virus. La función TAV depende de su asociación con las polisomas y con el factor de iniciación eucarionte eIF3.
```
ORF I Movimiento de proteínas 
ORF II Factor de transmisión en insectos
ORF III 
ORF IV Proteína de la cápside
ORF V   Proteasa, transcriptasa inversa y RNaseH
ORF VI Activador translational / Proteína del cuerpo de inclusión 
ORF VII Desconocido (dispensable)
```

## Replicación
El virus se replica por transcripción inversa. Inicialmente todas las discontinuidades presentes en el genoma son selladas. El ADN cerrado covalentemente se asocia con las histonas del huésped para formar un mini-cromosoma altamente enrollado. La transcripción produce ARN 35s que se traduce a proteínas, así como en ADN bicatenario por el proceso de la transcripción inversa. Se producen nuevas partículas virales que son dirigidas al cuerpo de inclusión y liberadas al exterior.
El virus produce un componente de ayuda (producto de la codificación de las regiones II y III), que atrae a los áfidos para conseguir su propagación. 